# Inferuncus
Inferuncus là một chi bướm đêm thuộc họ Pterophoridae.

## Các loài
- Inferuncus nigreus Gibeaux, 1994
- Inferuncus pentheres (Bigot, 1969)
- Inferuncus stoltzei Gielis, 1990